# Vidmantas Mališauskas
Vidmantas Mališauskas (* 4. August 1963 in Kėdainiai) ist ein litauischer Schachspieler.

## Familie
Mališauskas ist mit Marina Mališauskienė (* 1966) verheiratet, die 1993 die litauische Einzelmeisterschaft der Frauen gewann.

## Erfolge
1989 wurde er Internationaler Meister, seit 1993 trägt Mališauskas den Titel Schachgroßmeister.
1987, 1989, 1990, 1998, 2003, 2006 und 2010 wurde er litauischer Einzelmeister sowie 1994, 2002 und 2007 litauischer Vizemeister. Er vertrat Litauen bei den Schacholympiaden 1992, 1994, 1996, 1998, 2002, 2006, 2010 und 2012. Bei seinen 78 Partien bei Schacholympiaden siegte er 28 mal, spielte 31-mal remis und verlor 19-mal. Außerdem nahm er mit Litauen an den Mannschaftseuropameisterschaften 1992, 2007 und 2009 teil.
2014 wurde er mit der litauischen Mannschaft Weltmeister der Senioren (über 50 Jahre).
In der polnischen Mannschaftsmeisterschaft im Schach spielte er in der Saison 1989 am Spitzenbrett von AZS Politechnika Wrocław, in der Saison 1990 am zweiten Brett. Am European Club Cup nahm er siebenmal mit litauischen Vereinen teil, und zwar 1994, 1995 und 1996 mit Kaisé Vilnius, 1999, 2009 und 2010 mit ŠK Margiris Kaunas, sowie 2008 mit VŠŠSM Vilnius.